# Fabiana patagonica
Fabiana patagonica är en potatisväxtart som beskrevs av Carlos Luis Spegazzini. Fabiana patagonica ingår i släktet Fabiana och familjen potatisväxter. Inga underarter finns listade i Catalogue of Life.